# Isabel Santos
Pour les articles homonymes, voir Santos (homonymie).
Maria Isabel Coelho Santos, née le 12 février 1968 à Valbom, Gondomar, est une femme politique portugaise, membre du Parti socialiste. Elle siège à l'Assemblée de la République de 2005 à 2009 et de 2011 à 2019, puis au Parlement européen de 2019 à 2024. 